# Laxmikant Kale
Laxmikant Vasudeo Kale ist ein indisch-US-amerikanischer Informatiker.
Kale studierte Elektrotechnik an der Banaras Hindu University mit dem Bachelor-Abschluss 1977 und Informatik am Indian Institute of Science in Bangalore mit dem Master-Abschluss 1979. Danach war er bis 1981 am Tata Institute of Fundamental Research. Er wurde 1985 bei David Scott Warren an der State University of New York at Stony Brook promoviert (Parallel Architectures for Problem Solving). Er ist Professor für Informatik (Paul and Cynthia Saylor Professor) an der University of Illinois at Urbana-Champaign, an der er 1985 Assistant Professor wurde, und dort Direktor des Parallel Programming Laboratory (PPL).
2012 erhielt er mit dem Biophysiker Klaus Schulten den Sidney Fernbach Award. Damit wurde er für die Beiträge zur Entwicklung von Software für molekulare Dynamik auf Parallelrechnern gewürdigt (zum Beispiel NAMD). Sie basieren auf einer C++ Erweiterung für parallele Rechner von Kale (Charm++). Sein Team gewann 2011 den HPC Challenge Award bei Supercomputing 2011, basierend auf einer Anwendung mit Charm++.
2017 wurde er Fellow der Association for Computing Machinery und er ist Fellow des IEEE.